# Klawiatura ekranowa

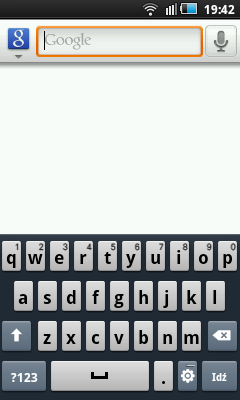
Klawiatura ekranowa w Androidzie 2.2 na Samsungu i5800

Klawiatura ekranowa (ang. on-screen keyboard, virtual keyboard) – rodzaj klawiatury, która nie jest podłączona do komputera, a wyświetlana na ekranie monitora. Praca z jej pomocą, polega na wskazywaniu palcem na ekranie odpowiednich znaków (ekran dotykowy), lub klikaniu myszą wyświetlanych przycisków. Jest używana przez osoby niepełnosprawne, lub w przypadku braku, czy uszkodzenia fizycznej klawiatury.

## Dostęp w różnych systemach operacyjnych
Dostępna jest domyślnie w różnych systemach operacyjnych.
- OS X
- Windows XP i Vista w:
  - Menu Start → Akcesoria → Ułatwienia dostępu.
  - Ścieżka programu: "%windir%\System32\osk.exe"[a]